# Beamys
Genre
Beamys est un genre de rongeurs. Les deux espèces de ce genre vivent dans l'est de l'Afrique. 

## Liste des espèces
Selon ITIS:
- Beamys hindei Thomas, 1909
- Beamys major Dollman, 1914